# Roodpotige sprinkhanendoder
De roodpotige sprinkhanendoder (Tachysphex panzeri) is een wesp die behoort tot de familie van de Crabronide graafwespen en vooral voorkomt in stuifduinen en langs de kust.
Mannetjes van deze graafwesp zijn ongeveer 6,5 tot 10 mm groot, vrouwtjes 9 tot 14 mm. De soort is gespecialiseerd in het vangen van grassprinkhanen, die zij over de grond naar het nest vervoert.
De graafwesp lijkt op de wantsendoder, maar is slanker, heeft groene ogen en grotendeels rode poten.